# Oxytropis tschatkalensis
Oxytropis tschatkalensis är en ärtväxtart som beskrevs av L.I.Vassiljeva. Oxytropis tschatkalensis ingår i släktet klovedlar, och familjen ärtväxter. Inga underarter finns listade i Catalogue of Life.